# Aljamain Sterling
Aljamain Sterling, né le 31 juillet 1989 à Uniondale (État de New York), est un pratiquant américano-jamaïcain d'arts martiaux mixtes (MMA). Il combat actuellement dans la catégorie des poids coqs de l'Ultimate Fighting Championship. En mars 2021, il remporte la ceinture des poids coqs face au Russe Petr Yan puis la perd en août 2023 face à l’Américain Sean O'Malley.

## Biographie
Aljamain Sterling naît le 31 juillet 1989 à Uniondale, dans le comté de Nassau, situé dans l'État de New York, aux États-Unis. Ses parents, Cleveland et Sophia Sterling, sont Jamaïcains. Il grandit avec sept frères et sœurs et au moins 12 demi-frères et demi-sœurs. Pour rester à l'écart de la vie des gangs dans laquelle certains de ses frères sont entrés, Aljamain Sterling commence à pratique la lutte à l'Uniondale High School en 2004.
Incapable de rattraper les notes nécessaires pour accéder à la Division I, Aljamain Sterling choisit de s'inscrire à la State University of New York située à Morrisville où il continue à pratiquer la lutte. Pendant son séjour à Morrisville, il commence à s'intéresser au arts martiaux mixtes (MMA) en rencontrant Jon Jones et en s'entraînant avec l'équipe de lutte. Après sa première année, Aljamain Sterling est transféré à Cortland et devient deux fois All-American de la Division III de la National Collegiate Athletic Association (NCAA) avec un record de 87-27. Il obtient une licence en éducation physique à Cortland.
Son style de lutte peu orthodoxe lui vaut le surnom de « Funk Master ». Aljamain Sterling est proche de Merab Dvalishvili, un pratiquant géorgien de MMA, qui combat également dans la catégorie des poids coqs de l'Ultimate Fighting Championship (UFC).

## Carrière dans les arts martiaux mixtes

### Débuts (2011-2013)
Le 22 avril 2011, il affronte l'Américain Sergio da Silva à Morristown, dans le New Jersey, et remporte le combat par décision unanime. Le 21 mai 2011, il affronte l'Américain Harley Leimbach à Érié, en Pennsylvanie, et remporte le combat par soumission lors de la première reprise. Le 17 juin 2011, il affronte l'Américain Claudio Ledesma à Atlantic City, dans le New Jersey, et remporte le combat par décision partagée.
Le 23 juillet 2011, il affronte l'Américain Evan Chmielski à Atlantic City, dans le New Jersey, et remporte le combat par KO technique lors de la première reprise. Le 22 octobre 2011, il affronte l'Américain Sean Santella à Atlantic City, dans le New Jersey, et remporte le combat par décision unanime.
Le 14 avril 2012, il affronte l'Américain Casey Johnson à Atlantic City, dans le New Jersey, et remporte le combat par soumission lors de la troisième reprise. Le 24 août 2012, il affronte le Brésilien Sidemar Honorio à Atlantic City, dans le New Jersey, et remporte le combat par soumission lors de la deuxième reprise. Le 2 novembre 2013, il affronte l'Américain Joel Roberts à King of Prussia, en Pennsylvanie, et remporte le combat par soumission lors de la première reprise.

### Ultimate Fighting Championship (depuis 2014)

#### Bon débuts dans l'organisation (2014-2015)
Le 22 février 2014, il affronte l'Américain Cody Gibson à Las Vegas, dans le Nevada, lors de l'UFC 170. Il remporte le combat par décision unanime,. Le 16 juillet 2014, il affronte le Brésilien Hugo Viana à Atlantic City, dans le New Jersey, et remporte le combat par KO technique lors de la troisième reprise,. Le 18 avril 2015, il affronte le Japonais Takeya Mizugaki à Newark, dans le New Jersey, et remporte le combat par soumission lors de la troisième reprise,. Le 10 décembre 2015, il affronte le Brésilien Johnny Eduardo à Las Vegas, dans le Nevada, et remporte le combat par soumission lors de la deuxième reprise,.

#### Trois défaites en cinq combats (2016-2017)
Le 29 mai 2016, il affronte l'Américain Bryan Caraway à Las Vegas, dans le Nevada, et perd le combat par décision partagée,. Le 28 janvier 2017, il affronte le Brésilien Raphael Assunção à Denver, dans le Colorado, et perd le combat par décision partagée,. Le 15 avril 2017, il affronte le Brésilien Augusto Mendes à Kansas City, dans le Missouri, et remporte le combat par décision unanime,. Le 29 juillet 2017, il affronte le Brésilien Renan Barão à Anaheim, en Californie, lors de l'UFC 214. Il remporte le combat par décision unanime,. Le 9 décembre 2017, il affronte le Brésilien Marlon Moraes à Fresno, en Californie, et perd le combat par KO à la suite d'un coup de genou lors de la première reprise,.

#### Parcours sans défaite (2018-2020)
Le 21 avril 2018, il affronte le Gallois Brett Johns à Atlantic City, dans le New Jersey, et remporte le combat par décision unanime,. Le 8 septembre 2018, il affronte l'Américain Cody Stamann à Dallas, au Texas, lors de l'UFC 228. Il remporte le combat par soumission lors de la deuxième reprise,,. Le 17 février 2019, il affronte l'Américain Jimmie Rivera à Phoenix, dans l'Arizona, et remporte le combat par décision unanime,,. Le 8 juin 2019, il affronte le Brésilien Pedro Munhoz à Chicago, dans l'Illinois, lors de l'UFC 238. Il remporte le combat par décision unanime,. Le 6 juin 2020, il affronte l'Américain Cory Sandhagen à Las Vegas, dans le Nevada, lors de l'UFC 250. Il remporte le combat par soumission lors de la première reprise,. Sa prestation lors de cet évènement est désignée Performance de la soirée.

#### Champion des poids coqs de l'UFC (2021-2023)
Le 6 mars 2021, il affronte le Russe Petr Yan à Las Vegas, dans le Nevada, lors de l'UFC 259. Il remporte le combat par disqualification à la suite d'un coup de genou irrégulier lors de la quatrième reprise,. À cette occasion, il remporte le titre des poids coqs de l'Ultimate Fighting Championship (UFC). Le 9 avril 2022, il affronte pour la deuxième fois le Russe Petr Yan à Jacksonville, en Floride, lors de l'UFC 273. Il remporte le combat par décision partagée,. Le 22 octobre 2022, il affronte l'Américain T.J. Dillashaw à Abou Dabi, aux Émirats arabes unis, lors de l'UFC 280. Il remporte le combat par KO technique lors de la deuxième reprise,.
Le 6 mai 2023, il affronte l'Américain Henry Cejudo à Newark, dans le New Jersey, lors de l'UFC 288. Il remporte le combat par décision partagée,,. Le 20 août 2023, il affronte l'Américain Sean O'Malley à Boston, dans le Massachusetts, lors de l'UFC 292. Il perd le combat par KO technique lors de la deuxième reprise,,.

#### Retour en poids plumes (2024-)
Le 13 avril 2024, il affronte l'Américain Calvin Kattar à Las Vegas, dans le Nevada, lors de l'UFC 300. Il remporte le combat par décision unanime,. Le 7 décembre 2024, il affronte le Russe Movsar Evloev à Las Vegas, dans le Nevada, lors de l'UFC 310. Il perd le combat par décision unanime,.

## Palmarès en arts martiaux mixtes

### Distinctions
- Ultimate Fighting Championship
  - Performance de la soirée (× 1) : face à Cory Sandhagen[42].

| 29 combats           | 24 victoires | 5 défaites |
| Par KO               | 3            | 2          |
| Par soumission       | 8            | 0          |
| Sur décision         | 12           | 3          |
| Par disqualification | 1            | 0          |

### Historique des combats
| Résultat | Record | Adversaire       | Méthode                           | Événement                              | Date             | Round | Temps | Lieu                           | Notes                                      |
| -------- | ------ | ---------------- | --------------------------------- | -------------------------------------- | ---------------- | ----- | ----- | ------------------------------ | ------------------------------------------ |
| Défaite  | 24-5   | Movsar Evloev    | Décision unanime                  | UFC 310                                | 7 décembre 2024  | 3     | 5:00  | Las Vegas, Nevada              |                                            |
| Victoire | 24-4   | Calvin Kattar    | Décision unanime                  | UFC 300                                | 13 avril 2024    | 3     | 5:00  | Las Vegas, Nevada              | Retour en poids plumes.                    |
| Défaite  | 23-4   | Sean O'Malley    | TKO (coups de poing)              | UFC 292                                | 20 août 2023     | 2     | 0:51  | Boston, Massachusetts          | Perd le titre des poids coqs de l'UFC.     |
| Victoire | 23-3   | Henry Cejudo     | Décision partagée                 | UFC 288                                | 6 mai 2023       | 5     | 5:00  | Newark, New Jersey             | Défend le titre des poids coqs de l'UFC.   |
| Victoire | 22-3   | T.J. Dillashaw   | TKO (coups de poing)              | UFC 280                                | 22 octobre 2022  | 2     | 3:44  | Abou Dabi, Émirats arabes unis | Défend le titre des poids coqs de l'UFC.   |
| Victoire | 21-3   | Petr Yan         | Décision partagée                 | UFC 273                                | 9 avril 2022     | 5     | 5:00  | Jacksonville, Floride          | Défend le titre des poids coqs de l'UFC.   |
| Victoire | 20-3   | Petr Yan         | DQ (coup de genou illégal)        | UFC 259                                | 6 mars 2021      | 4     | 4:29  | Las Vegas, Nevada              | Remporte le titre des poids coqs de l'UFC. |
| Victoire | 19-3   | Cory Sandhagen   | Soumission (étranglement arrière) | UFC 250                                | 6 juin 2020      | 1     | 1:28  | Las Vegas, Nevada              | Performance de la soirée.                  |
| Victoire | 18-3   | Pedro Munhoz     | Décision unanime                  | UFC 238                                | 8 juin 2019      | 3     | 5:00  | Chicago, Illinois              |                                            |
| Victoire | 17-3   | Jimmie Rivera    | Décision unanime                  | UFC on ESPN: Ngannou vs. Velasquez     | 17 février 2019  | 3     | 5:00  | Phoenix, Arizona               |                                            |
| Victoire | 16-3   | Cody Stamann     | Soumission (Suloev stretch)       | UFC 228                                | 8 septembre 2018 | 2     | 3:42  | Dallas, Texas                  |                                            |
| Victoire | 15-3   | Brett Johns      | Décision unanime                  | UFC Fight Night: Barboza vs. Lee       | 21 avril 2018    | 3     | 5:00  | Atlantic City, New Jersey      |                                            |
| Défaite  | 14-3   | Marlon Moraes    | KO (coup de genou)                | UFC Fight Night: Swanson vs. Ortega    | 9 décembre 2017  | 1     | 1:07  | Fresno, Californie             |                                            |
| Victoire | 14-2   | Renan Barão      | Décision unanime                  | UFC 214                                | 29 juillet 2017  | 3     | 5:00  | Anaheim, Californie            |                                            |
| Victoire | 13-2   | Augusto Mendes   | Décision unanime                  | UFC on Fox: Johnson vs. Reis           | 15 avril 2017    | 3     | 5:00  | Kansas City, Missouri          |                                            |
| Défaite  | 12-2   | Raphael Assunção | Décision partagée                 | UFC on Fox: Shevchenko vs. Peña        | 28 janvier 2017  | 3     | 5:00  | Denver, Colorado               |                                            |
| Défaite  | 12-1   | Bryan Caraway    | Décision partagée                 | UFC Fight Night: Almeida vs. Garbrandt | 29 mai 2016      | 3     | 5:00  | Las Vegas, Nevada              |                                            |
| Victoire | 12-0   | Johnny Eduardo   | Soumission                        | UFC Fight Night: Namajunas vs. VanZant | 10 décembre 2015 | 2     | 4:18  | Las Vegas, Nevada              |                                            |
| Victoire | 11-0   | Takeya Mizugaki  | Soumission                        | UFC on Fox: Machida vs. Rockhold       | 18 avril 2015    | 3     | 2:11  | Newark, New Jersey             |                                            |
| Victoire | 10-0   | Hugo Viana       | TKO (coups de poing)              | UFC Fight Night: Cowboy vs. Miller     | 16 juillet 2014  | 3     | 3:50  | Atlantic City, New Jersey      |                                            |
| Victoire | 9-0    | Cody Gibson      | Décision unanime                  | UFC 170                                | 22 février 2014  | 3     | 5:00  | Las Vegas, Nevada              |                                            |
| Victoire | 8-0    | Joel Roberts     | Soumission                        | CFFC 30                                | 2 novembre 2013  | 1     | 1:49  | King of Prussia, Pennsylvanie  |                                            |
| Victoire | 7-0    | Sidemar Honorio  | Soumission                        | CFFC 16                                | 24 août 2012     | 2     | 4:05  | Atlantic City, New Jersey      |                                            |
| Victoire | 6-0    | Casey Johnson    | Soumission                        | CFFC 14                                | 14 avril 2012    | 3     | 2:11  | Atlantic City, New Jersey      |                                            |
| Victoire | 5-0    | Sean Santella    | Décision unanime                  | CFFC 11                                | 22 octobre 2011  | 5     | 5:00  | Atlantic City, New Jersey      |                                            |
| Victoire | 4-0    | Evan Chmielski   | TKO (coups de poing)              | CFFC 10                                | 23 juillet 2011  | 1     | 4:58  | Atlantic City, New Jersey      | Début en poids plumes.                     |
| Victoire | 3-0    | Claudio Ledesma  | Décision partagée                 | Ring of Combat 36                      | 17 juin 2011     | 3     | 5:00  | Atlantic City, New Jersey      |                                            |
| Victoire | 2-0    | Harley Leimbach  | Soumission                        | EFC: Bragging Rights 2                 | 21 mai 2011      | 1     | 4:01  | Érié, Pennsylvanie             |                                            |
| Victoire | 1-0    | Sergio da Silva  | Décision unanime                  | UCC 4: Supremacy                       | 22 avril 2011    | 3     | 5:00  | Morristown, New Jersey         | Début en poids coqs.                       |